# Kamuthy Balázs (udvari főkapitány)
Kamuthy Balázs (?–1580) egri várvédő tiszt, erdélyi udvari főkapitány.

## Élete
Békés vármegyei kisnemesi családból származott, és 1552-ben Eger ostrománál háromlovas nemes tisztként tüntette ki magát. Az ostrom alatt súlyosan megsebesült. Jutalomként negyven forint értékű sót kapott, és 1553-ban hatlovas tisztté léptették elő. Az ostrom után Egerben folytatta katonai pályafutását 1568-ig, amikor János Zsigmond szolgálatába állt, és részt vett a Miksa magyar király elleni háborúkban. 1569-ben Tordaszentlászlót és Kisfenest kapta adományul. Ekkortájt nősült meg; felesége egy Doboka megyei nemeslány, Szentgyörgyi Erzsébet lett. Öt gyermekük született: Balázs, Farkas, Orsolya, Borbála és Kristóf.
János Zsigmond halála és Báthory István fejedelemmé választása után Bekes Gáspár pártjára állt, és az ő fogarasi udvarában a testőrség parancsnoka lett. 1573 októberben Báthory csapatai körülvették a fogarasi várat; Bekes kiszökött, és azt ígérte, hogy két hét múlva segítő csapatokkal tér vissza. Mivel a várt segítség nem érkezett meg, a védők a határidő leteltével életük és vagyonuk megtartásának fejében feladták a várat. Többek közülük, köztük Kamuthy is, a fejedelem szolgálatába álltak. 1575-ben, amikor Bekes a fejedelemre támadt, Kamuthy is harcolt ellene a kerelőszentpáli csatában; ennek jutalmául 1576-ban megkapta a hűtlenség miatt elítélt Károlyi László drági birtokát és kastélyát, és további falvakat Kolozs vármegyében: Oláhfenest, Szentmihálytelkét, Magyartótfalut és Oláhtótfalut.
Báthory lengyel királlyá választásakor Kamuthy Erdélyben maradt, és udvari főkapitány lett. 1577-ben már ezzel a címmel szerepelt; a tisztséget 1580-ban bekövetkezett haláláig betöltötte.